# Can Pere de la Plana (masia)
Can Pere de la Plana és una obra de Sant Pere de Ribes (Garraf) protegida com a Bé Cultural d'Interès Local. Hi ha una urbanització homònima a la zona.

## Descripció
Es tracta d'una masia situada entre el Puig del Vilar i la Urbanització Pineda Park. És un edifici aïllat de planta rectangular i quatre crugies. Consta de planta baixa i pis i té la coberta a dues vessants amb el carener paral·lel a la façana. S'hi accedeix per un portal descentrat en el frontis, d'arc de mig punt adovellat, que incorpora una creu i la inscripció "AVE MARIA 1782" gravada a la clau. Al seu voltant s'hi distribueixen de forma aleatòria diverses finestres d'arc pla arrebossat, així com un rellotge de sol rectangular força desdibuixat. La crugia de llevant es correspon amb el celler, al qual s'accedeix per un portal d'arc escarser ceràmic amb brancals de pedra, sobre el qual hi ha una finestra d'arc pla arrebossat. Aquest espai queda cobert amb volta catalana. La part de ponent de la façana, a tocar del portal, queda tapada per un cos quadrangular que presenta a llevant un interessant portal d'arc de mig punt adovellat datat del "1577", que es correspon amb l'antiga portalada de la capella, situada en un extrem de la façana de tramuntana. Seguint el cos adossat al frontis, trobem un antic corral obert amb pòrtics d'arc de mig punt de pedra, que queda clos per un baluard. Darrere d'aquest hi ha diversos cossos adossats que es prolonguen fins a la façana posterior, que es destinaven a la producció de vi, pel que encara són visibles els cups. La façana de tramuntana queda tancada per la capella que hem esmentat anteriorment i un volum rectangular que també tenia funcions vitícoles, formant un espai central on hi ha el pou. Al volum s'observen dos arcs de mig punt cecs on hi ha fixats els suports de pedra que havien allotjat les premses de vi, avui inexistents. Des d'aquí s'ascendeix per una escala de pedra fins al pati de ponent. L'acabat exterior és de restes de morter de calç. A pocs metres a migdia del volum principal hi ha dos volums aïllats que constituïen annexes agrícoles.

## Història
Segons consta en el llibre d'Apeo de l'any 1847, la masia pertanyia a Francisco Raventós.